# Solpugema scopulata
Espèce
Synonymes
- Solpuga scopulata Karsch, 1880

Solpugema scopulata est une espèce de solifuges de la famille des Solpugidae.

## Distribution
Cette espèce est endémique d'Afrique du Sud.

## Description
La femelle holotype mesure 50 mm.

## Publication originale
- Karsch, 1880 : Zur Kenntnis der Galeodiden. Archiv für Naturgeschichte, vol. 46, no 1, p. 228-243 (texte intégral).